# Angelo Citracca
Angelo Citracca (né le 6 février 1969 à Rome) est un coureur cycliste et dirigeant d'équipes cyclistes italien. Champion d'Italie sur route amateur en 1991, il a été professionnel de 1992 à 1998. Il est ensuite devenu dirigeant d'équipes cyclistes. Il dirige l'équipe Wilier Triestina-Selle Italia depuis sa création en 2009 sous le nom ISD.

## Biographie
En mars 2017, il est suspendu trois mois dans l'affaire « paga per correre » (payer pour courir).

## Palmarès

### Palmarès amateur
- 1987
  - Giro di Basilicata
- 1989
  - Trofeo Salvatore Morucci
  - 2e du Giro del Valdarno
  - 2e de la Coppa Bologna
  - 2e de la Coppa 29 Martiri di Figline di Prato
- 1990
  - Trophée Matteotti amateurs
  - La Nazionale a Romito Magra
  - Gran Premio Coop Levane
- 1991
  -  Champion d'Italie sur route amateurs
  - Gran Premio Comune di Cerreto Guidi
  - La Nazionale a Romito Magra
  - 2e du Gran Premio Ezio Del Rosso
  - 3e du Giro del Valdarno
  - 3e de Florence-Viareggio
- 1992
  - 3e étape de la Corsa del Sole

### Palmarès professionnel
- 1996
  - 2e du Mémorial Nencini
- 1998
  - Giro d'Oro

## Résultats sur les grands tours

### Tour d'Italie
3 participations
- 1993 : 103e
- 1995 : abandon (16e étape)
- 1997 : abandon (13e étape)